# Hud Zurdani
Hud Zurdani (Houd Zourdani, ar. هود زورداني; ur. 17 października 1993) – algierski judoka. Olimpijczyk z Rio de Janeiro 2016, gdzie zajął dziewiąte miejsce w wadze półlekkiej.
Uczestnik mistrzostw świata w 2013, 2014 i 2015. Startował w Pucharze Świata w latach 2013-2015, 2018 i 2022-2024. Siódmy na igrzyskach śródziemnomorskich w 2018. Mistrz igrzysk afrykańskich w 2015. Srebrny medalista igrzysk solidarności islamskiej w 2017. Drugi w drużynie na igrzyskach panarabskich w 2023. Siedmiokrotny medalista mistrzostw Afryki w latach 2013 - 2022.

## Letnie Igrzyska Olimpijskie 2016
| Konkurencja | Eliminacje             | Eliminacje                        | Klas. końcowa |
| Konkurencja | Przeciwnik I           | Przeciwnik II                     | Miejsce       |
| ----------- | ---------------------- | --------------------------------- | ------------- |
| 66 kg       | Yigal Kopinsky (SUR) Z | Dawaadordżijn Tömörchüleg (MGL) P | 9.            |